# Deltochilum cristinae
Deltochilum cristinae är en skalbaggsart som beskrevs av Martinez 1991. Deltochilum cristinae ingår i släktet Deltochilum och familjen bladhorningar. Inga underarter finns listade i Catalogue of Life.